# Hydroaérodrome de Bedwell Harbour
L'hydroaérodrome de Bedwell Harbour est un hydroaéroport situé en Colombie-Britannique, au Canada.